# 沧源近溪蟹
沧源近溪蟹（学名：Potamiscus cangyuanensis）为溪蟹科近溪蟹属的动物。在中国大陆，分布于云南等地，于淡水环境中生活。该物种的模式产地在云南沧源。